# الطريق إلى إيلات
الطريق إلى إيلات هو فيلم حربي مصري روائي إنتاج عام 1993، أخرجته إنعام محمد علي، قام بكتابة السيناريو والحوار فايز غالي. تدور أحداث الفيلم إبان حرب الاستنزاف عام 1969 قبل حرب أكتوبر، بالتحديد في شهر يوليو، يتناول الفيلم الغارات المصرية على ميناء إيلات الإسرائيلي، وهي العمليات التي نفذتها مجموعة من الضفادع البشرية التابعة لسلاح البحرية المصري، حين هاجموا ميناء إيلات الحربى وتمكنوا من تدمير سفنتين حربيتين هما بيت شيفع وبات يم والرصيف الحربي (السفينتان كانتا تهاجمان المواقع المصرية في البحر الأحمر بعد استيلاء القوات الإسرائيلية على سيناء)، ثم عودة هؤلاء الضفادع سالمين بعد إتمام مهمتهم بنجاح، بعد استشهاد بطل واحد، والفيلم هو الأخير للممثل الكبير الراحل صلاح ذو الفقار.

## المشاركون في بطولة الفيلم
| - عزت العلايلي - العقيد راضي قائد العملية - صلاح ذو الفقار - قائد القوات البحرية (ضيف الشرف) - نبيل الحلفاوي - العقيد محمود قائد التدريب - محمد الدفراوي - رئيس أركان القوات البحرية - محمد عبد الجواد - نقيب بحري حاتم - هشام عبد الله - رقيب أول بحري عليش - ناصر سيف - ملازم أول بحري نادر - عبد الله محمود - الشهيد رقيب بحري مرسي الزناتي - هاني كمال - ملازم أول بحري حسين - محمد سعد - رقيب بحري قناوي - علاء مرسي - سمير مهندس صيانة المركب - طارق النهري - جلال- المجموعة المعاونة - فاروق عيطة - فواز - المجموعة المعاونة | - سليمان عيد - سالم، دليل بالصحراء - مادلين طبر - مريم، أحد المرشدين - مدحت مرسي - مدير المخابرات الحربية المصرية - يسري مصطفى - ضابط العملية بالأردن - أمين هاشم مسئول بالإذاعة المصرية - شيرين وجدي - زوجة القبطان محمود - ناهد رشدي - زوجة القبطان راضي - ألان زغبي: ضابط أسرائيلي - محمد محمود: أبو جهاد: مناضل فلسطيني - طارق الأمير - إبراهيم بعلوشة - محمد عمار - يوسف حسين - محمد صفوت - توحيد مجدي - مجدي سليمان |

### الخبراء العسكريون
- لواء متقاعد إبراهيم الدخاخني
- عميد بحري متقاعد: مصطفي طاهر

### من القوات البحرية
| - عميد بحري: فاروق محسب - عميد بحري: النبوي شلبي - عميد بحري:عبد العظيم طعواش | - عقيد بحري: مصطفي عبد الرؤف الحو - رائد بحري: أشرف محمد - نقيب بحري: محمد شريف - مشرف التدريب العسكري |

### فريق العمل
| - قصة وسيناريو وحوار: فايز غالي - موسيقي تصويرية: ياسر عبد الرحمن - مراجع اللهجة الفلسطينية: مجيه بدرخان - مراجع اللهجة العبرية: توحيد مجدي - ماكياج: رمضان امام - امام رمضان - محمد رمضان - كوافير :ممدوح عمر - ملابس: أحمد سالم - أكسسوار: أمين مصطفي | - منفذو الديكور:محمد البوشي - محمد زكي - سيد أمين - أحمد عثمان - شريف السلمي - عبد الحميد عبد الفتاح - طارق البوشي - إبراهيم حرب - محمد عبد العليم- أحمدعبد الجواد - صلاح أبو المجد - حسن علي حسن - سعد علي عيسوي - محمد تمام البوشي - محمود حسان - محمد عبد الصبور - مسجل الصوت: أديب فؤاد - أحمد عبد الخالق - مساعد الميكساج: هيام محمد - فوتوغرافيا: صبحي بسطا - كلاكيت: إبراهيم بيومي - ريجيسير: محسن عبد العظيم - منفذوا الأنتاج: محمد خميس - عماد الشيخ - محمد توفيق - علي محمود-أحمد حميد - أنتاج: قطاع الأنتاج اتحاد الإذاعة والتلفزيون المصري - المنتج الفني: ممدوح الليثي - إخراج: إنعام محمد علي |

## وصلات خارجية
- الطريق إلى إيلات على موقع IMDb (الإنجليزية)
- الطريق إلى إيلات على موقع الدهليز
- الطريق إلى إيلات على موقع قاعدة بيانات الأفلام العربية
- الطريق إلى إيلات على موقع قاعدة بيانات الفيلم (الإنجليزية)
- الطريق إلى إيلات على موقع ليتربوكسد (الإنجليزية)